# Girl You Know It's True
Girl You Know It's True és una pel·lícula biogràfica del 2023 sobre el duet musical Milli Vanilli de finals de la dècada del 1980 i principis de la dècada del 1990, que va causar un dels escàndols més infames de la música pop internacional. Simon Verhoeven va escriure, dirigir i coproduir la pel·lícula biogràfica, produïda per Wiedemann & Berg Film, amb Leonine com a distribuïdora, i estrenada als cinemes el 21 de desembre de 2023. La pel·lícula és protagonitzada per Tijan Njie i Elan Ben Ali com els artistes de sincronització labial Rob Pilatus i Fab Morvan respectivament, així com per Matthias Schweighöfer com l'instigador productor Frank Farian. S'ha doblat i subtitulat al català.
El rodatge va tenir lloc a Múnic, Berlín, Ciutat del Cap, i Los Angeles el 2022, i el rodatge va continuar fins a finals d'any.
Als Bayerischer Filmpreis del 19 de gener de 2024, Girl You Know It's True va guanyar el premi a la millor pel·lícula, així com el de millor actor revelació per al duo d'actors principals Tijan Njie i Elan Ben Ali.